# US-Hauptquartier Berlin-Dahlem

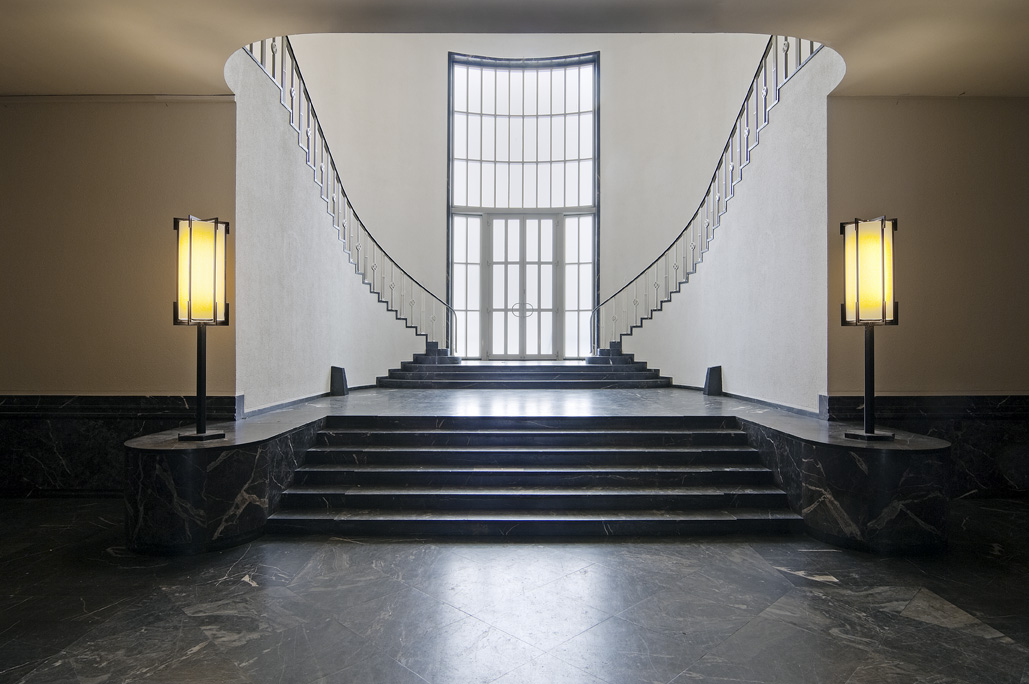
Marmor-Foyer und Treppenhaus im Hauptgebäude

Das ehemalige US-Hauptquartier (englisch: US-Headquarters Command, 1979–1994: Lucius D. Clay Headquarters) an der Clayallee im Berliner Ortsteil Dahlem war ab Sommer 1945 Sitz des US-Militärgouverneurs. Von dort aus organisierte General Lucius D. Clay 1948/1949 die Berliner Luftbrücke. Die Gebäude werden heute zum größten Teil als Eigentumswohnanlage The Metropolitan Gardens genutzt. Seit 1995 steht das Bauensemble als Gesamtanlage unter Denkmalschutz.
Als letzte US-Einrichtung ist auf dem Gelände unter der Adresse Clayallee 170 die Konsularabteilung der Botschaft der Vereinigten Staaten in Berlin untergebracht.
Die gesamte Anlage wurde 1936–1938 als Sitz des Luftgaukommandos III im Auftrag des Reichsluftfahrtministeriums nach Plänen des Architekten Fritz Fuß (1889–1945) für die Luftwaffe der Wehrmacht an der damaligen Kronprinzenallee (1949 in ‚Clayallee‘ umbenannt) errichtet.

## Geschichte

### Luftgaukommando III
Das Luftgaukommando III – das flächenmäßig größte des Deutschen Reiches – wurde 1937 aufgestellt und unterstand dem Befehl von Generalmajor Hubert Weise. Der Zuständigkeitsbereich wurde bis 1944 mehrfach ausgedehnt und umfasste anfangs die Provinzen Brandenburg, Pommern sowie den Nordteil der Provinz Sachsen.
Für den Neubau wurde 1935 ein Wettbewerb ausgeschrieben, an dem unter anderem die Architekten Hans Poelzig und Heinrich Straumer teilnahmen. Der Entwurf von Fritz Fuß ging als Sieger hervor. Als Baugelände diente ein bis dahin unbebauter Teil des Grunewaldes in Berlin-Dahlem. Die Bauplastik schuf Willy Meller; Alfred Mahlau stattete die mehrgeschossigen Fenster der Treppenhäuser mit Glasmalereien aus. Die Bauarbeiten begannen im März 1936; im November 1938 konnte die Anlage bezogen werden. 1935 bis 1937 ergänzte Ernst Sagebiel südlich der Saargemünder Straße eine Gruppe von fünf Wohngebäuden für Bedienstete der Luftwaffe. Wegen der zunehmenden Gefahr durch die Luftangriffe der Alliierten auf Berlin wurde 1943 der Stab des Luftgaukommandos III nach Berlin-Wannsee in den Hochbunker Heckeshorn der Reichsluftschutzschule verlegt.

### US-Hauptquartier

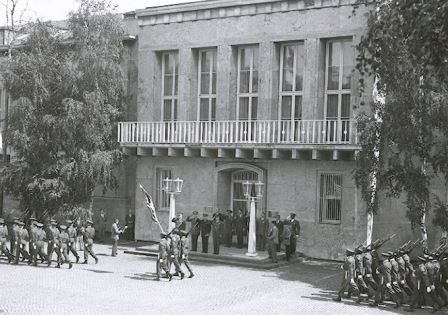
Parade 1948 mit General Lucius D. Clay

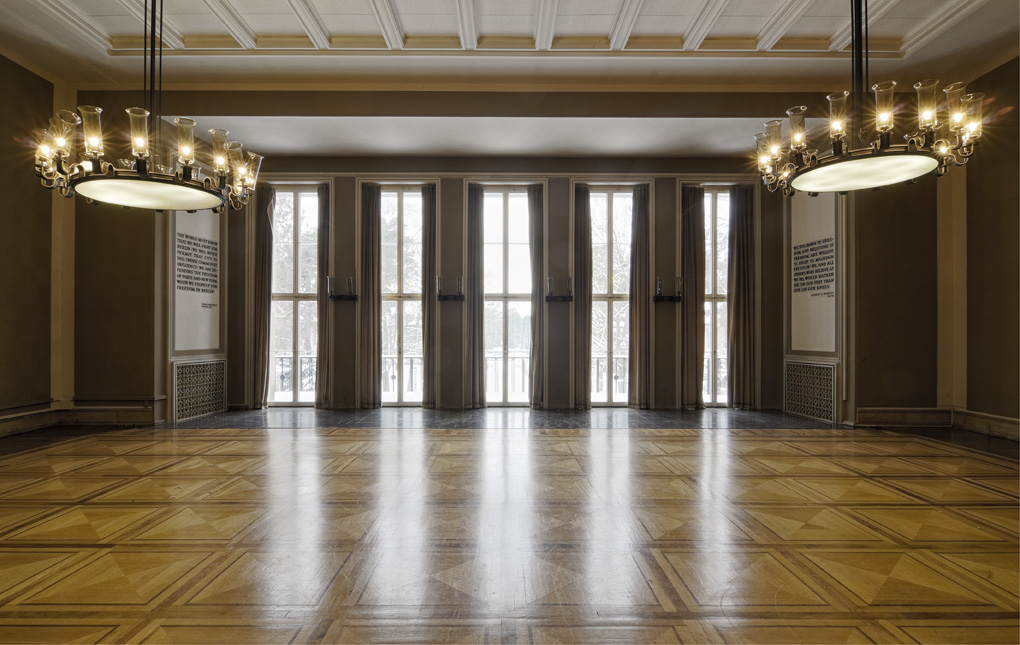
Im Kennedysaal im Hauptgebäude gaben US-Präsidenten ihre Empfänge

Nach kurzer Besetzung durch Truppen der Roten Armee beschlagnahmte im Juli 1945 die United States Army die Gebäude und nutzte sie fortan als Hauptquartier und Sitz des amerikanischen Militärgouverneurs. Neben der Verwaltung wurden im früheren Gruppengebäude an der Saargemünder Straße Einheiten des US Marine Corps stationiert. Mit Ausnahme der weitgehend vernichteten Speiseanstalt wiesen die Bauten nur geringe Kriegsschäden auf. Eckart Muthesius leitete die Instandsetzung der Gebäude, die noch 1945 abgeschlossen werden konnte.
General Lucius D. Clay steuerte von hier aus 1948/1949 die Luftbrücke während der Blockade West-Berlins. Ihm zu Ehren wurden 1949 die Kronprinzenallee in Clayallee und 1979 das daran angrenzende Hauptquartier offiziell in Lucius D. Clay Headquarters umbenannt. Im Foyer und dem sogenannten Kennedysaal des Hauptgebäudes fanden häufig Empfänge in Anwesenheit von US-Präsidenten statt. Unter anderem besuchte John F. Kennedy nach seiner Rede vor dem Schöneberger Rathaus am 26. Juli 1963 das US-Hauptquartier. Ihm folgten Richard Nixon (1969) und Jimmy Carter (1978). Im Juni 1987 war Ronald Reagan im Hauptquartier zu Gast, nachdem er in seiner Rede am Brandenburger Tor die Öffnung der Berliner Mauer gefordert hatte.
Im Jahr 1994 verließen die US-Einheiten das Areal. Allein das nördliche Stabsgebäude (Clayallee 170), in dem sich zur NS-Zeit das Luftkriegsgericht befand, wird nach wie vor von der Konsularabteilung der Botschaft der Vereinigten Staaten in Berlin genutzt und ist seit 1998 durch einen Sicherheitszaun vom übrigen Grundstück abgetrennt. 1995 stellte die Berliner Senatsverwaltung für Stadtentwicklung und Umwelt das ehemalige Hauptquartier wegen seiner zeit- und architekturgeschichtlichen Bedeutung als Gesamtanlage unter Denkmalschutz.

### Umnutzung
Ab 2011 erwarb die von der Nürnberger Terraplan-Gruppe (vertreten durch Erik Roßnagel) und der Prinz von Preussen Grundbesitz AG gegründete The Metropolitan Gardens GmbH & Co. KG von der Bundesanstalt für Immobilienaufgaben nach und nach einen Großteil der leer stehenden Gebäude, um sie zu rund 290 Eigentumswohnungen und Business-Suiten umzubauen. Zuvor hatten auch die Freie Universität Berlin und der Bundesnachrichtendienst Interesse an dem Grundstück gezeigt. Die Gesamtanlage erhielt den Namen The Metropolitan Gardens, die Einzelbauten jeweils eigene Hausnamen. Im Ostteil des Areals an der Bitscher Straße entsteht ein Neubau mit fünf Eigentumswohnungen (The Luminaire), der den Hof zwischen den früheren Gruppengebäuden im Osten abschließen soll. Die Planung übernahmen die Berliner Architekturbüros raumwandler.de und KMH Architekten. Die Bauarbeiten sollen 2016 zum Abschluss kommen.
Die Bauten des US-Hauptquartiers dienten mehrfach als Szenerie für Hollywood-Produktionen, darunter die Filme Operation Walküre – Das Stauffenberg-Attentat und Inglourious Basterds.
2016 erwarb der Berliner Software-Unternehmer Markus Hannebauer das Haupthaus. Er ließ den Bau von dem Architektenbüro Sauerbruch Hutton restaurieren und eröffnete 2019 ein Privatmuseum für zeitgenössische Videokunst namens Fluentum.

## Architektur

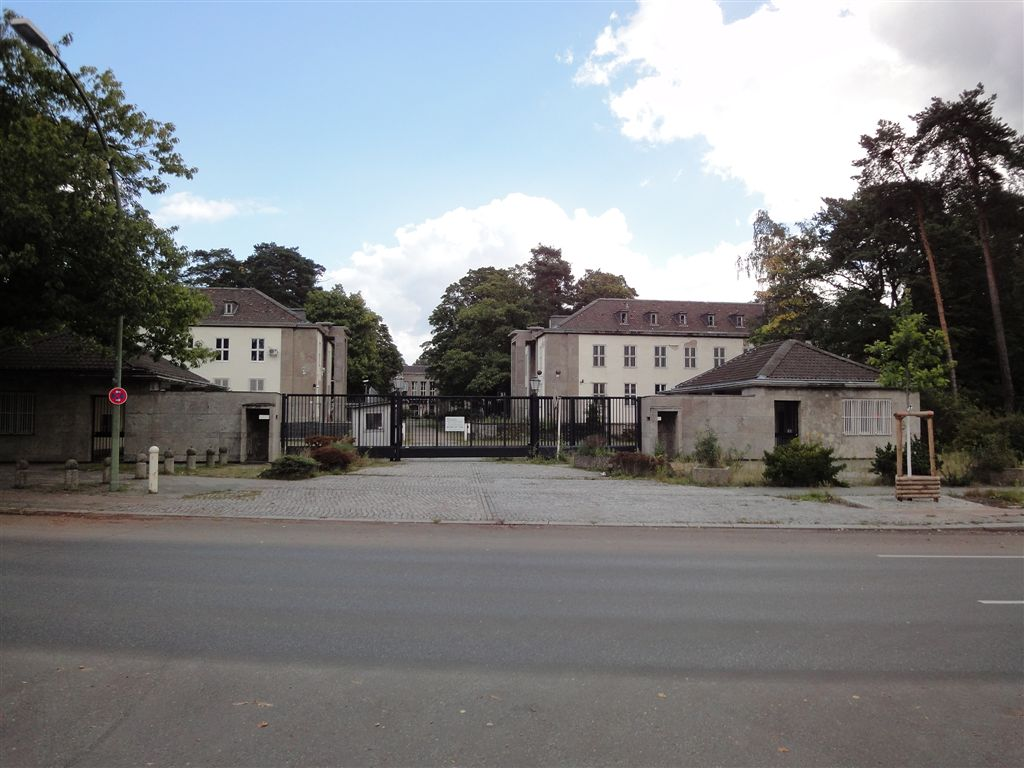
Hauptzufahrt von der Clayallee mit Wachhäusern und Stabsgebäuden

### Gesamtanlage
Die acht Bauten des ehemaligen Luftgaukommandos verteilen sich über ein weitläufiges, parkartiges Areal mit altem Baumbestand. Offene Laubengänge verbinden einzelne Gebäude. Das Zentrum bildet die Hauptzufahrt, die von der Clayallee in gerader Linie zwischen den beiden symmetrisch angeordneten Wachhäusern auf das Hauptgebäude zuführt. Fritz Fuß inszenierte den Hauptzugangsweg in Anlehnung an die Schlossbauten des 17.–19. Jahrhunderts: Die Zufahrt wird im Süden und Norden von den beiden früheren Stabsgebäuden (aktuell: Wohnanlage The Liner bzw. US-Konsulat) gerahmt. Ein Ehrenhof und ein skulptural gestalteter Portikus betonen die zentrale Bedeutung des Hauptgebäudes (nun als The Kennedy Wing und The Square bezeichnet), das als Vierflügelanlage mit Innenhof gestaltet ist.
Neben den beiden Einfahrten an der Clayallee und der Saargemünder Straße wurde der Mauerring um das Gelände auch vor dem ehemaligen Luftkriegsgericht unterbrochen. Eine Freitreppe und ein Portikus mit abschließendem Walmdach weisen das Bauwerk als Gerichtsgebäude mit Zugang von der öffentlichen Straße aus.
Östlich des Hauptgebäudes schließen sich die drei ehemaligen Gruppengebäude an, die die Truppenunterkünfte beherbergten. Anlässlich der Umnutzung ab 2012 erhielten sie die Hausnamen The Gallery, The Safe Haven und The Times Tower. Die Bauten rahmen an drei Seiten einen Hof, der einst als Exerzier- und Appellplatz diente. Der 16 Meter hohe Uhrturm des westlichen Gruppengebäudes markiert die Mittelachse des Platzes. Er verfügt noch über die bauzeitliche Uhranlage mit Zifferblatt und Zeigern aus Kupfer.
Im Norden der Wohn- und Verwaltungsgebäude liegen freistehend die ehemalige Speiseanstalt (The Pavilion) und das Funkgebäude (Highline Terraces). Die Funkanlagen und Sendemasten, die nach 1945 auf der Parkfläche im Norden des Hauptgebäudes errichtet worden waren, sind mittlerweile abgebaut.

### Gestaltung
Bei seinem Entwurf ließ sich Fritz Fuß vom Luftgaukommando in Dresden beeinflussen, das sein Lehrer Wilhelm Kreis 1935 geplant hatte. Stilistisch ließ sich Fuß vom Neoklassizismus anregen. Indem er die Formen stark vereinfachte, steigerte er die monumentale Wirkung der Gebäude. Die Fassaden wurden verputzt und einzelne Bauteile durch eine Verkleidung aus Kirchheimer Muschelkalk, Reliefs und Skulpturen betont. Die vorgebliche Schlichtheit entsprach der asketischen Selbstwahrnehmung der Luftwaffe. Im Widerspruch dazu steht die aufwendige Ausstattung der Repräsentationsräume im Hauptgebäude. Hier kamen für Böden und Säulenverkleidungen unter anderem Lahnmarmor und Travertin zum Einsatz.

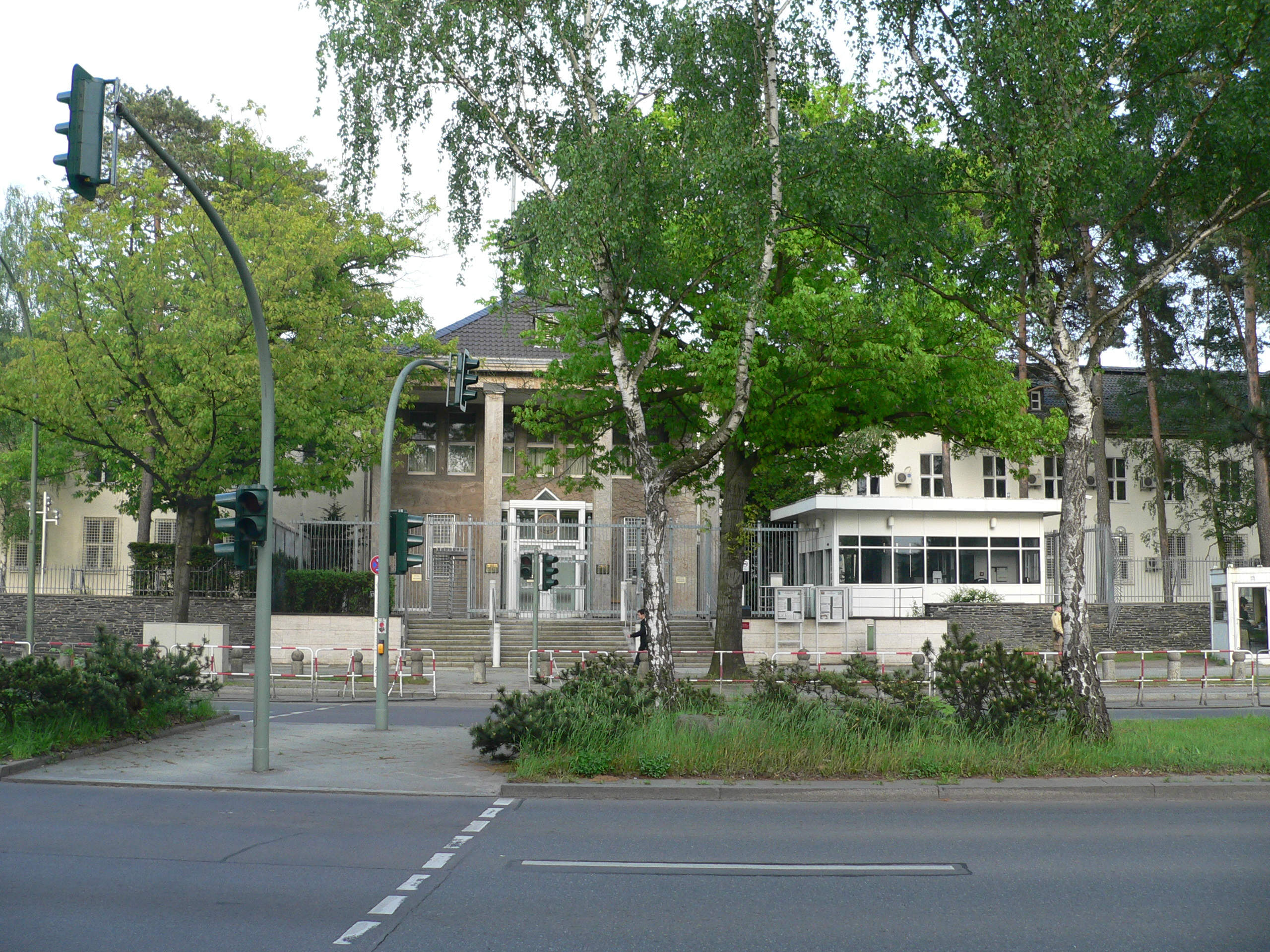
US-Konsulat an der Clayallee
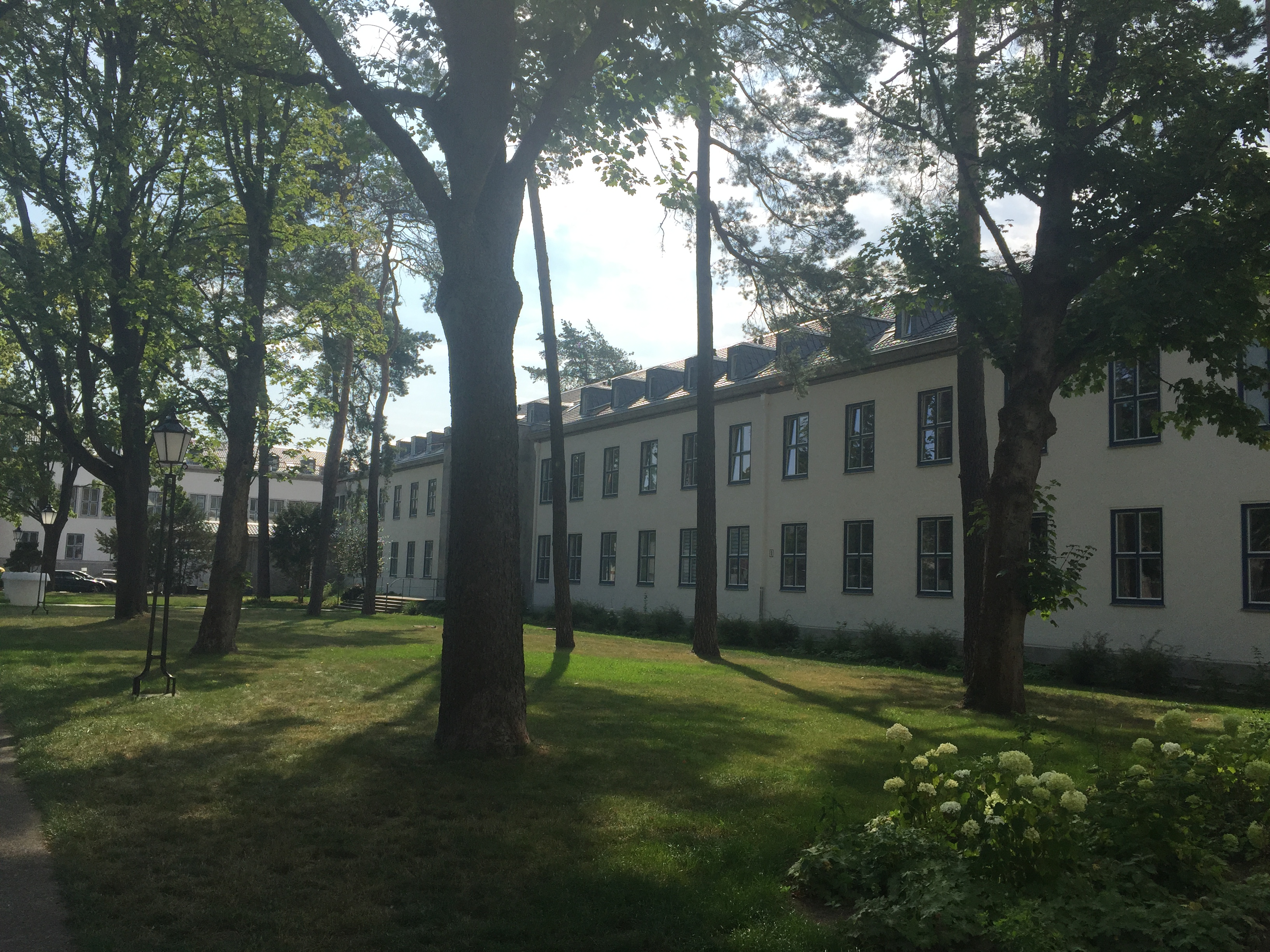
Südliches Stabsgebäude (The Liner) nach Sanierung, 2015
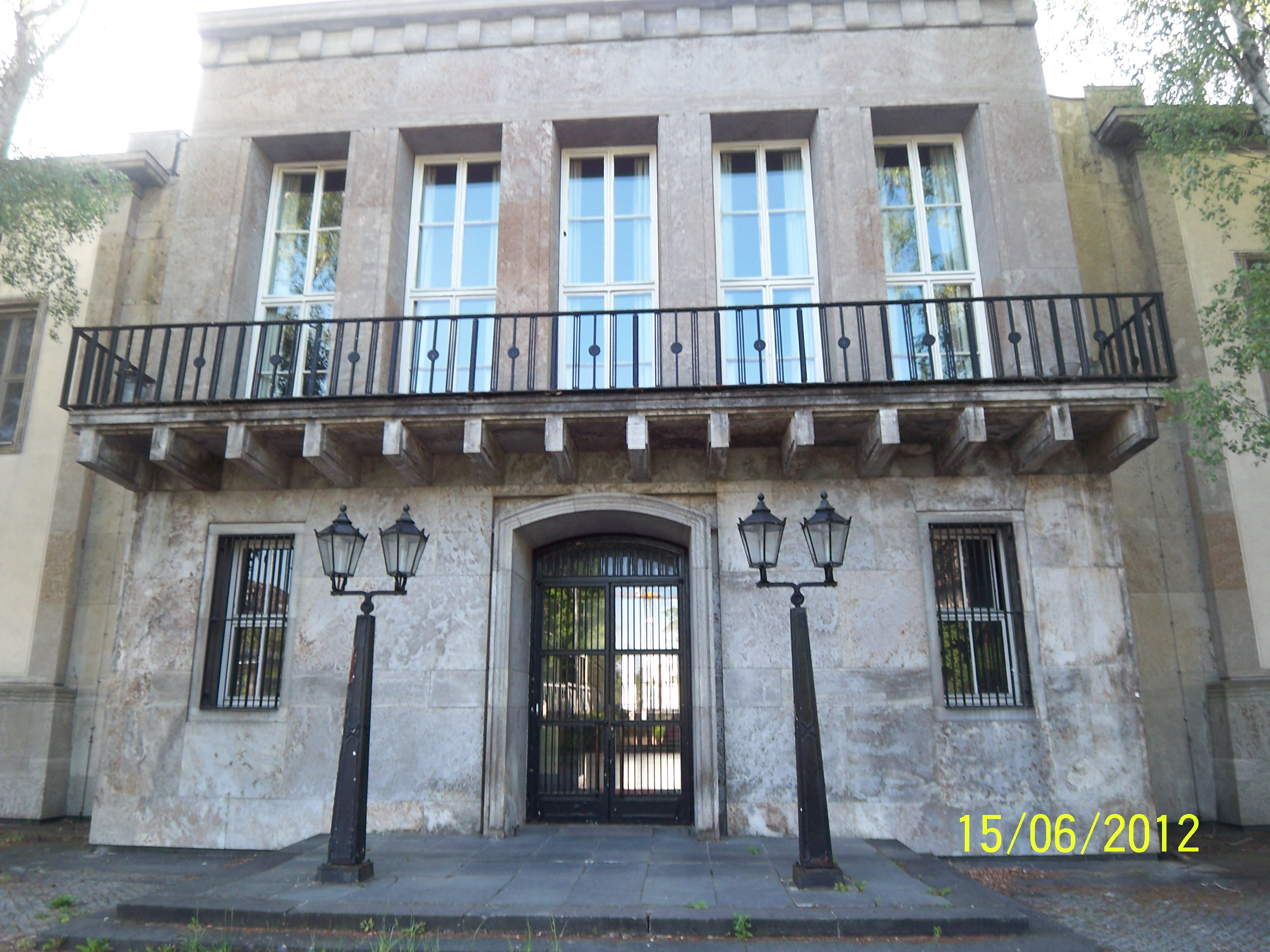
Portikus am Hauptgebäude (The Marble Gallery), 2012
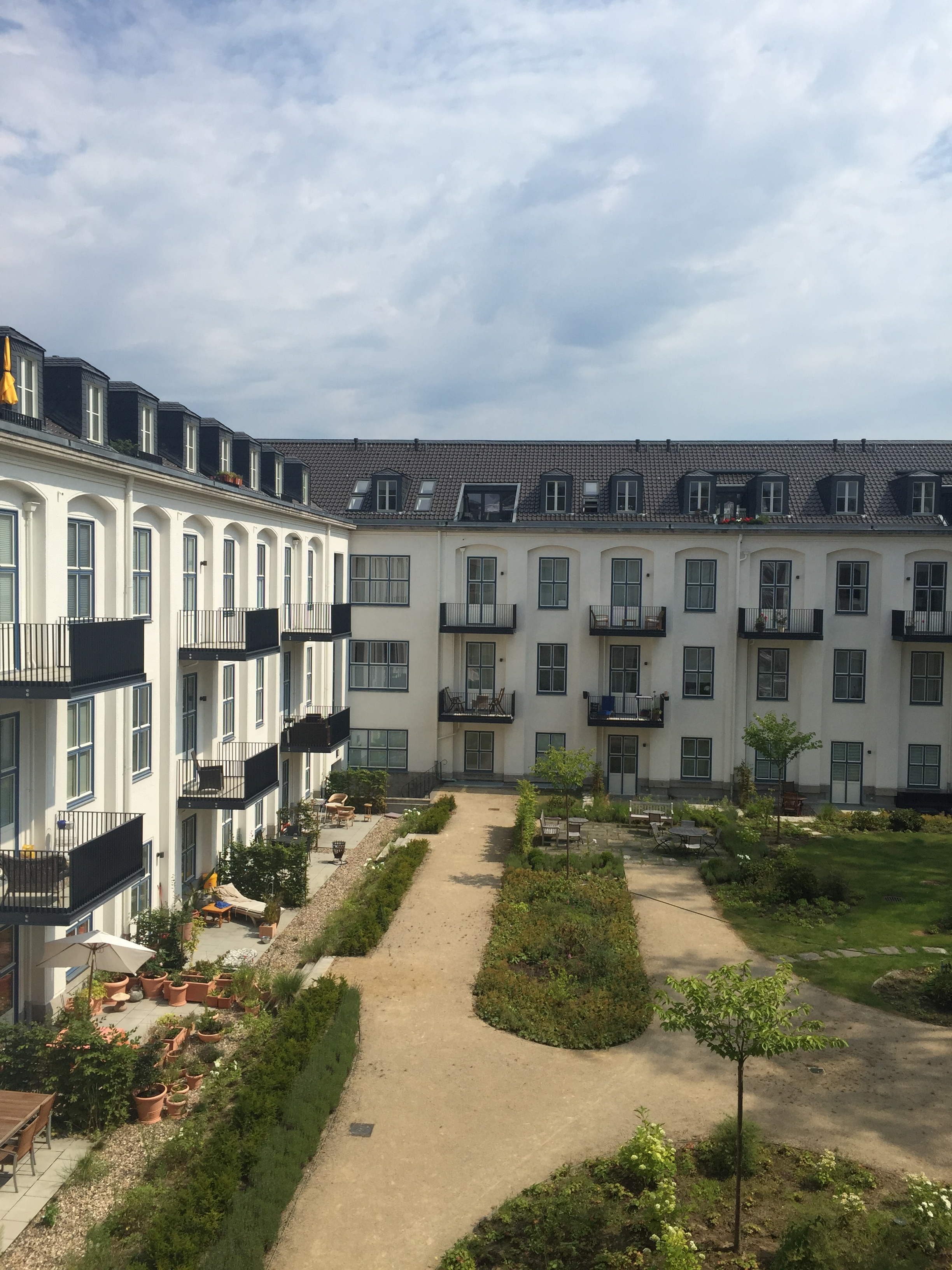
Innenhof des Hauptgebäudes nach Sanierung, 2015
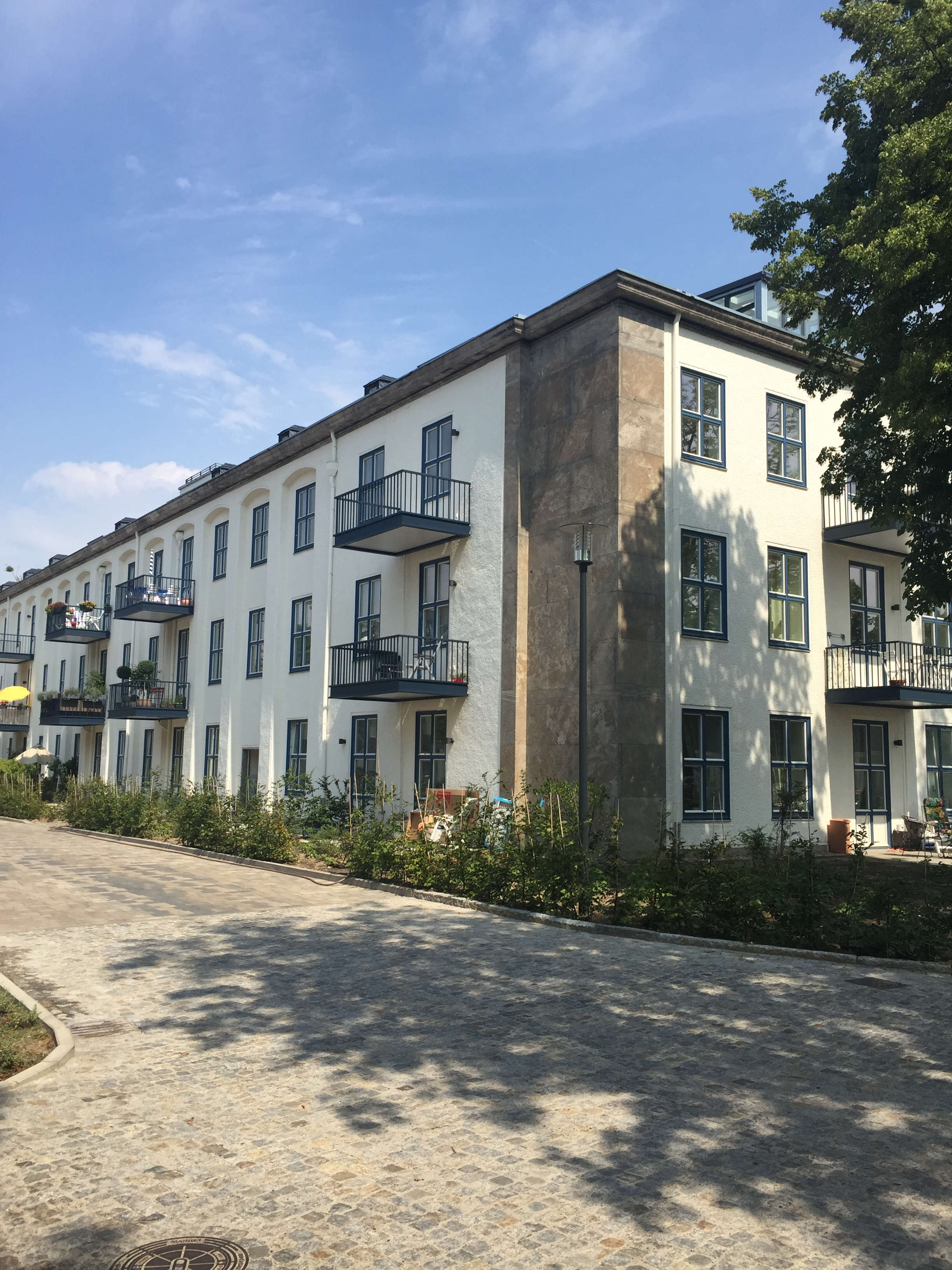
Ostteil des Hauptgebäudes (The Square) nach Sanierung, 2015
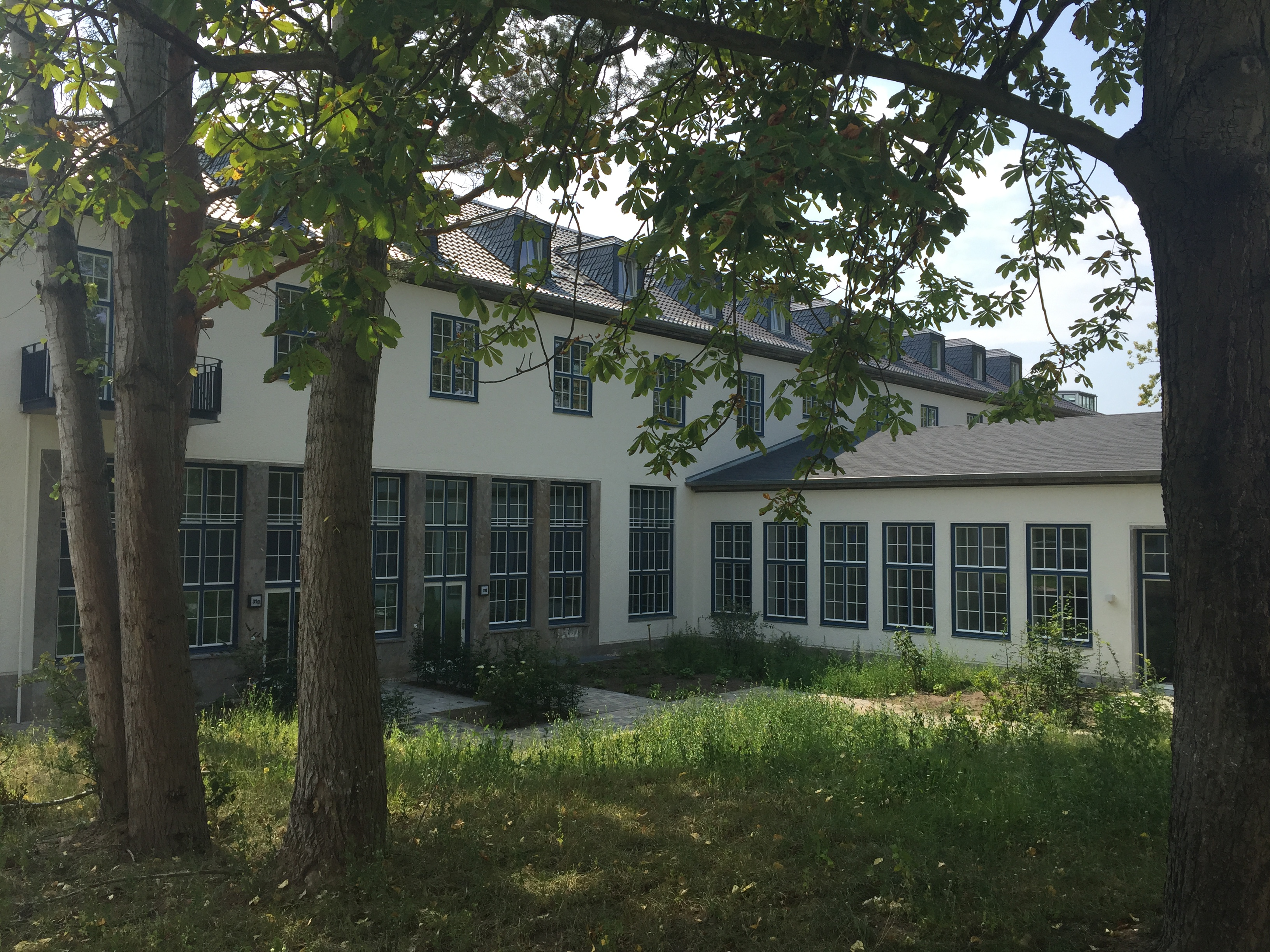
Nördliches Gruppengebäude (The Gallery), 2015
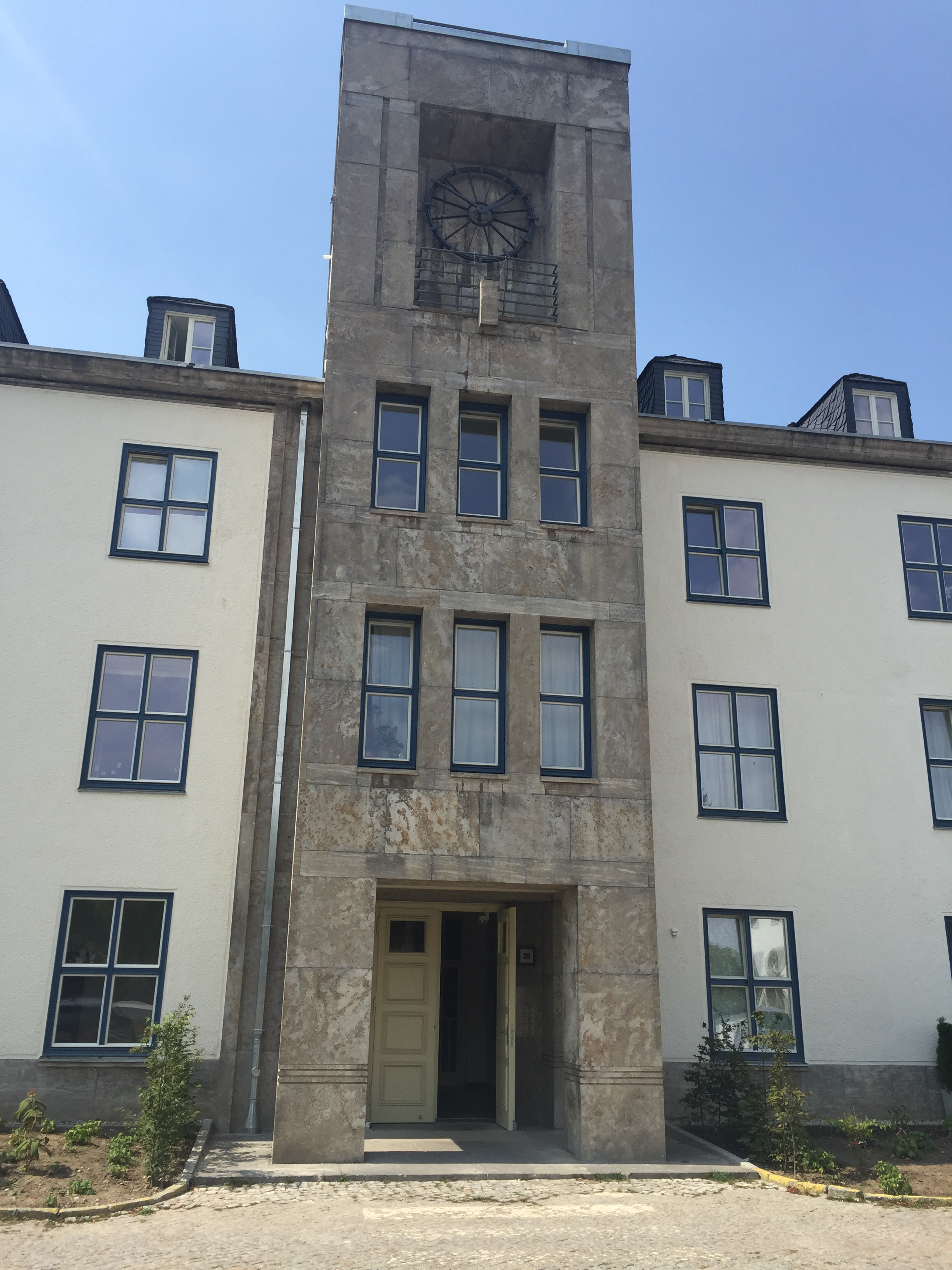
Westliches Gruppengebäude (The Times Tower), 2015
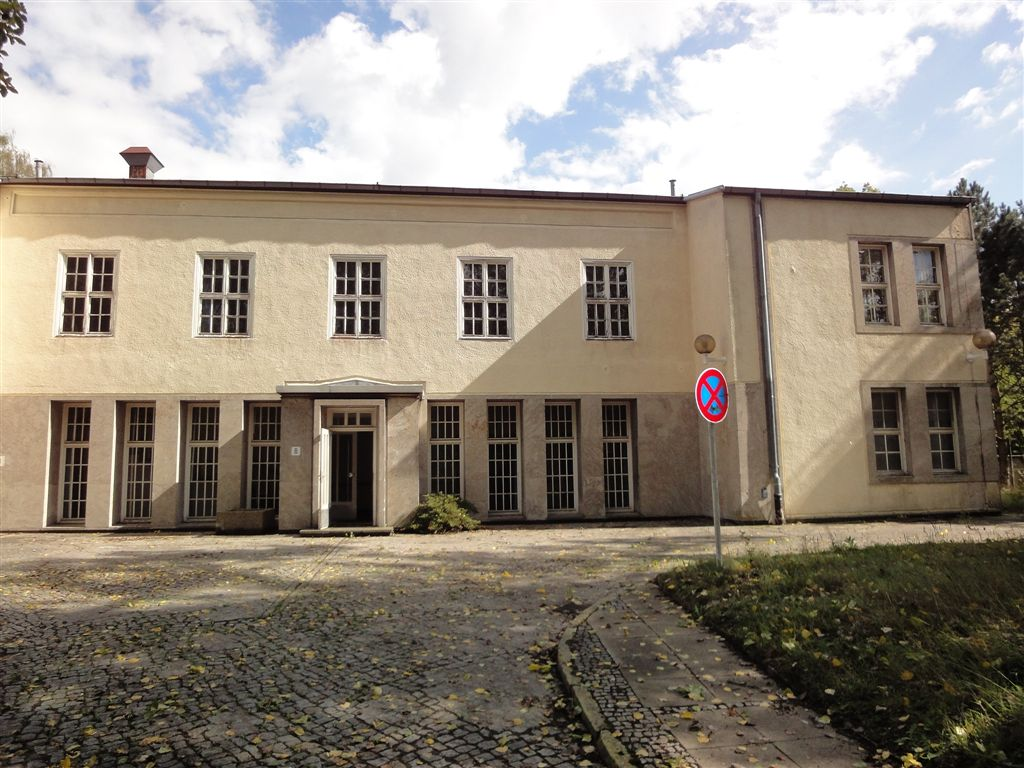
Funkgebäude vor Sanierung, 2010
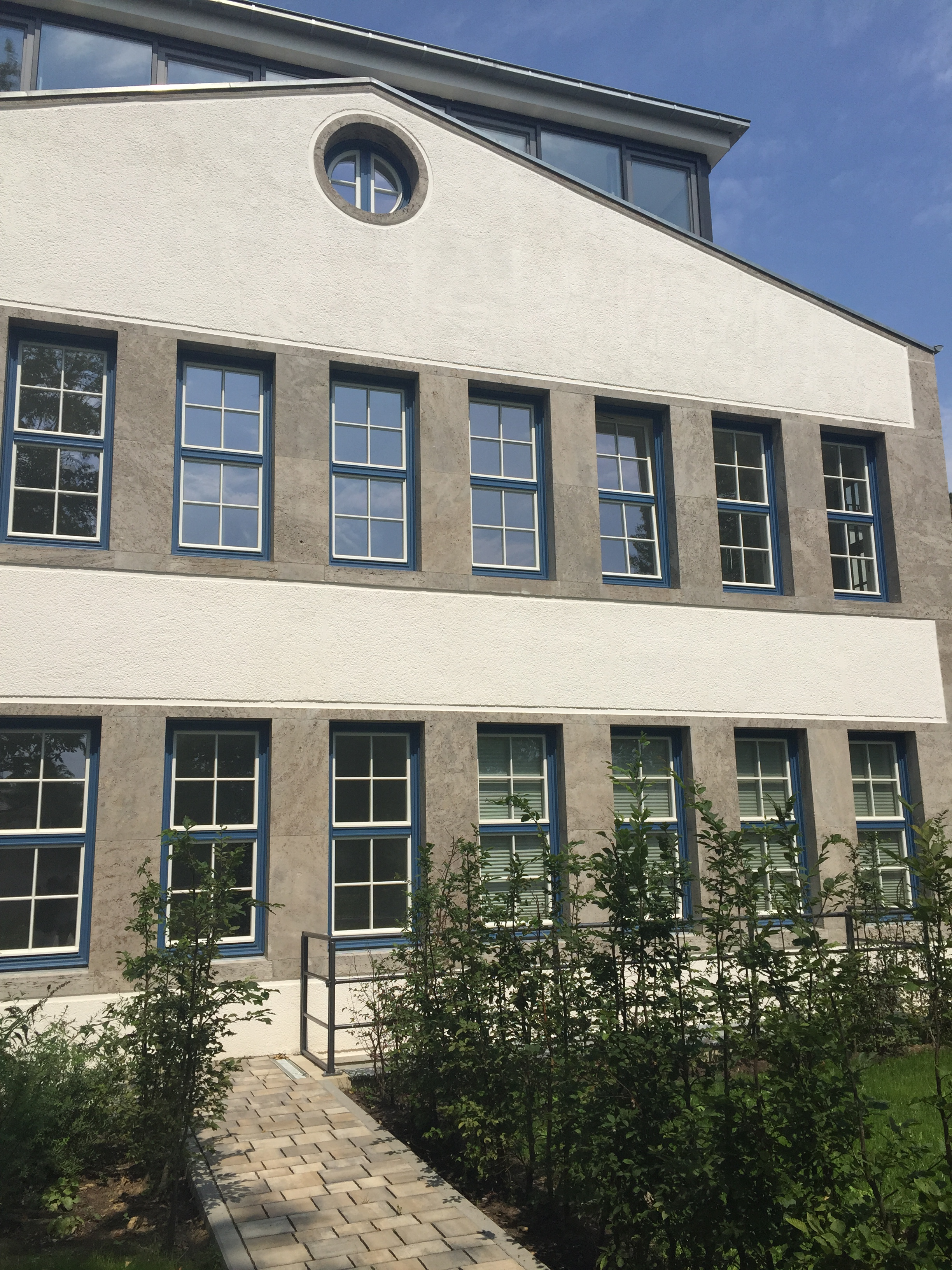
Seitenfassade des Funkgebäudes (Highline Terraces) nach Sanierung, 2015
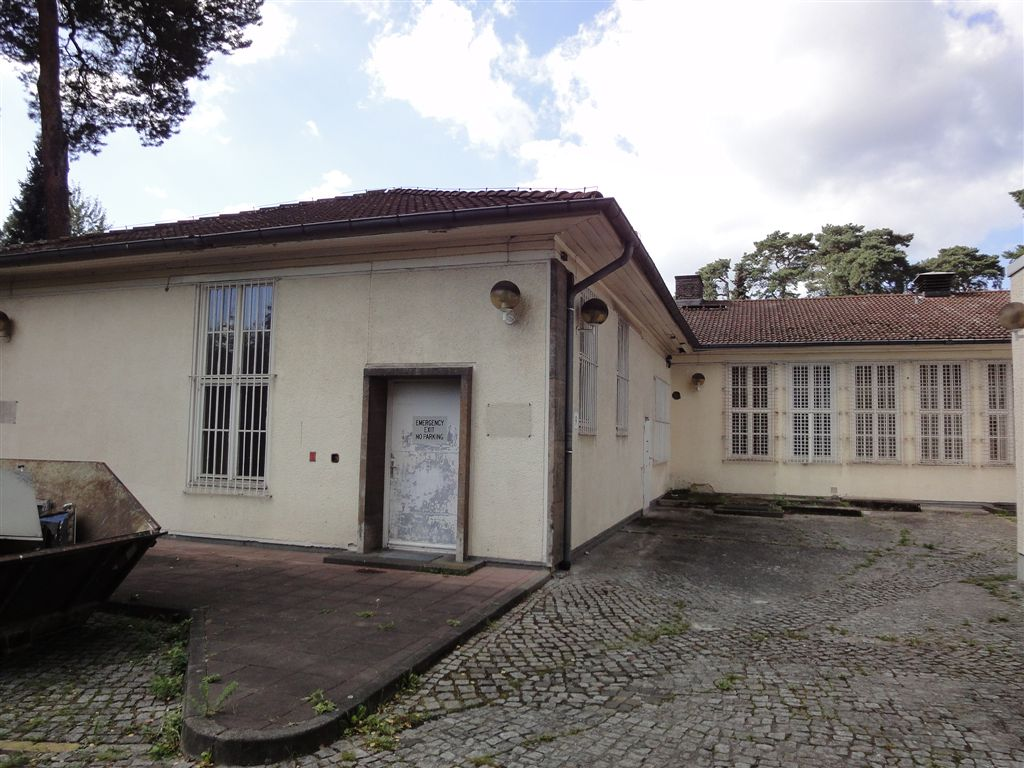
Speiseanstalt (The Pavilion) vor Sanierung, 2010
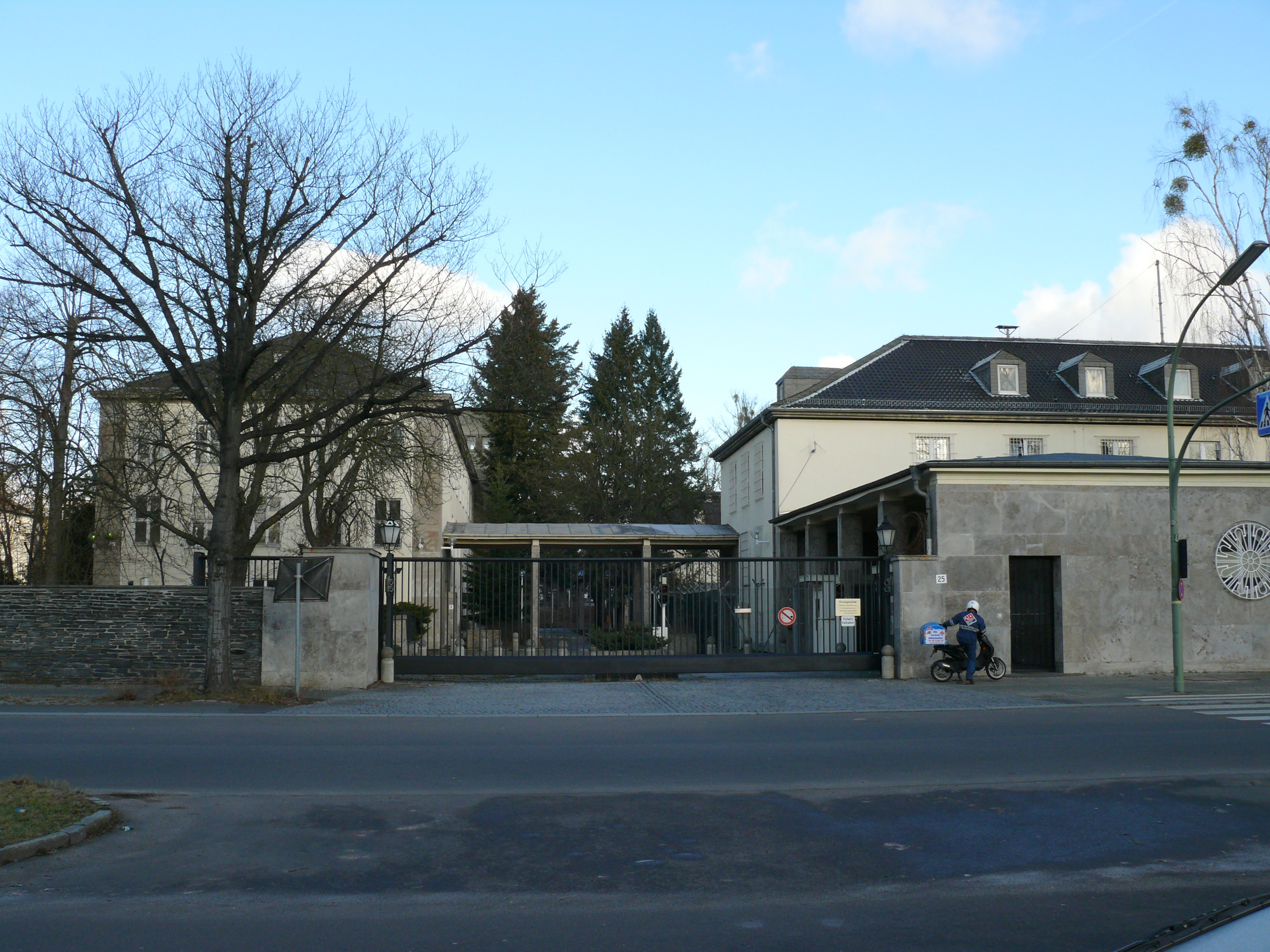
Zufahrt an der Saargemünder Straße
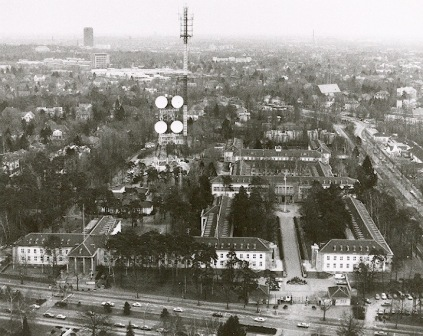
Gen Lucius D. Clay Headquarters Anfang der 1980er Jahre
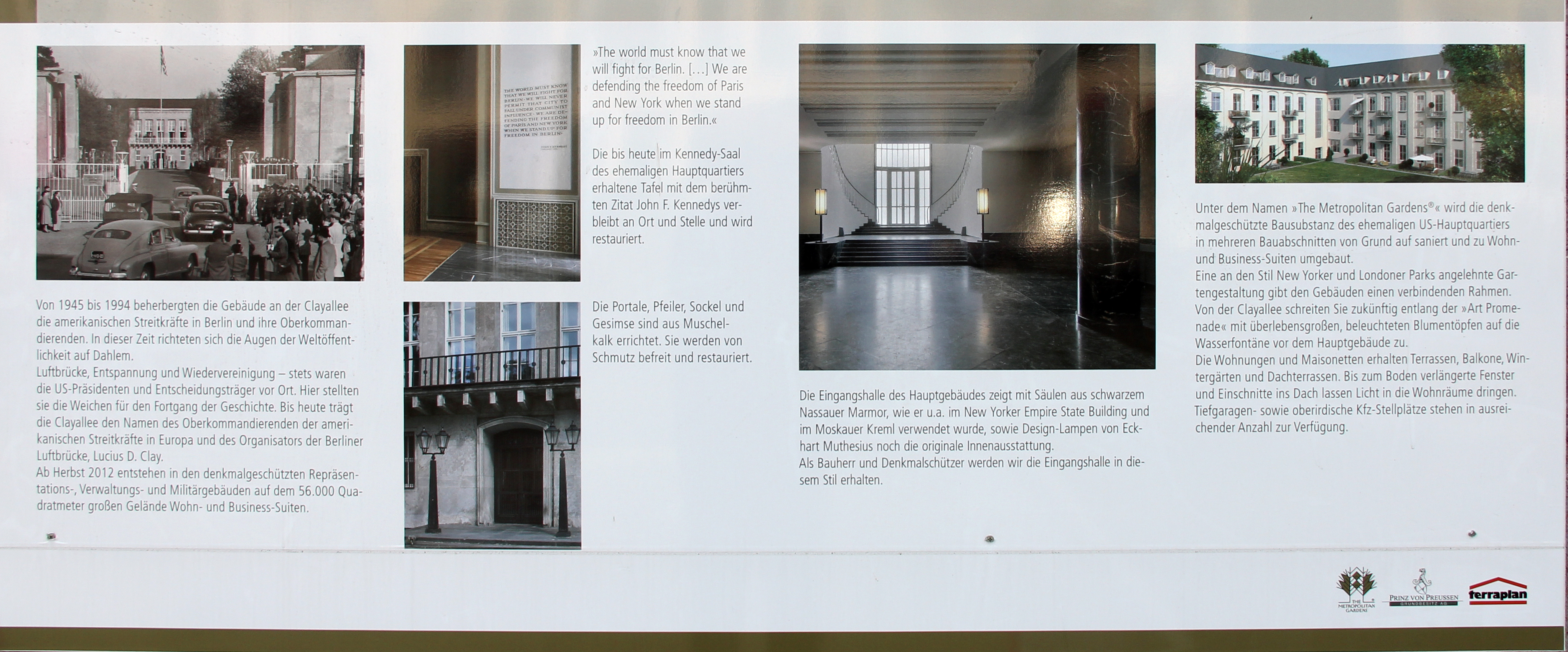
Innenansichten

### Sanierung
In den Jahrzehnten der Nutzung durch das US-Militär wurden die Innenräume der Gebäude teils stark verändert. Der Skulpturenschmuck von Willy Meller an den Fassaden ist nach 1945 nur teilweise erhalten geblieben, die Glasmalereien von Mahlau wurden vernichtet. Die Herrschaftssymbole des NS-Staates ließ die US-Militärverwaltung entfernen, darunter die Bronzefigur eines Reichsadlers, die ehemals den Mittelrisalit des Hauptgebäudes bekrönte. Ansonsten sind die Bauten weitgehend im Zustand der 1930er Jahre erhalten geblieben.
Bei der Sanierung ab 2012 wurden die Fassaden und Treppenhäuser der Gebäude instand gesetzt, die Gebäudefronten und Dächer teilweise mit Balkonanlagen und Dachterrassen versehen. Die bauzeitlichen Kreuzstockfenster aus Holz mit Farbfassung in Weiß und Blau mussten zumeist rekonstruiert werden. Der Innenhof des Hauptgebäudes und der ehemalige Exerzier- und Appellplatz wurden bzw. werden in Gartenanlagen umgewandelt.
Die weitgehend im Zustand der 1930er Jahre überlieferten Repräsentationsräume im Hauptgebäude (vermarktet als The Marble Gallery) mit dem Marmor-Foyer und dem Kennedysaal werden restauriert, die noch erhaltenen Stand- und Kronleuchter und die Inschrifttafeln mit Zitaten von John F. Kennedy aufgearbeitet.

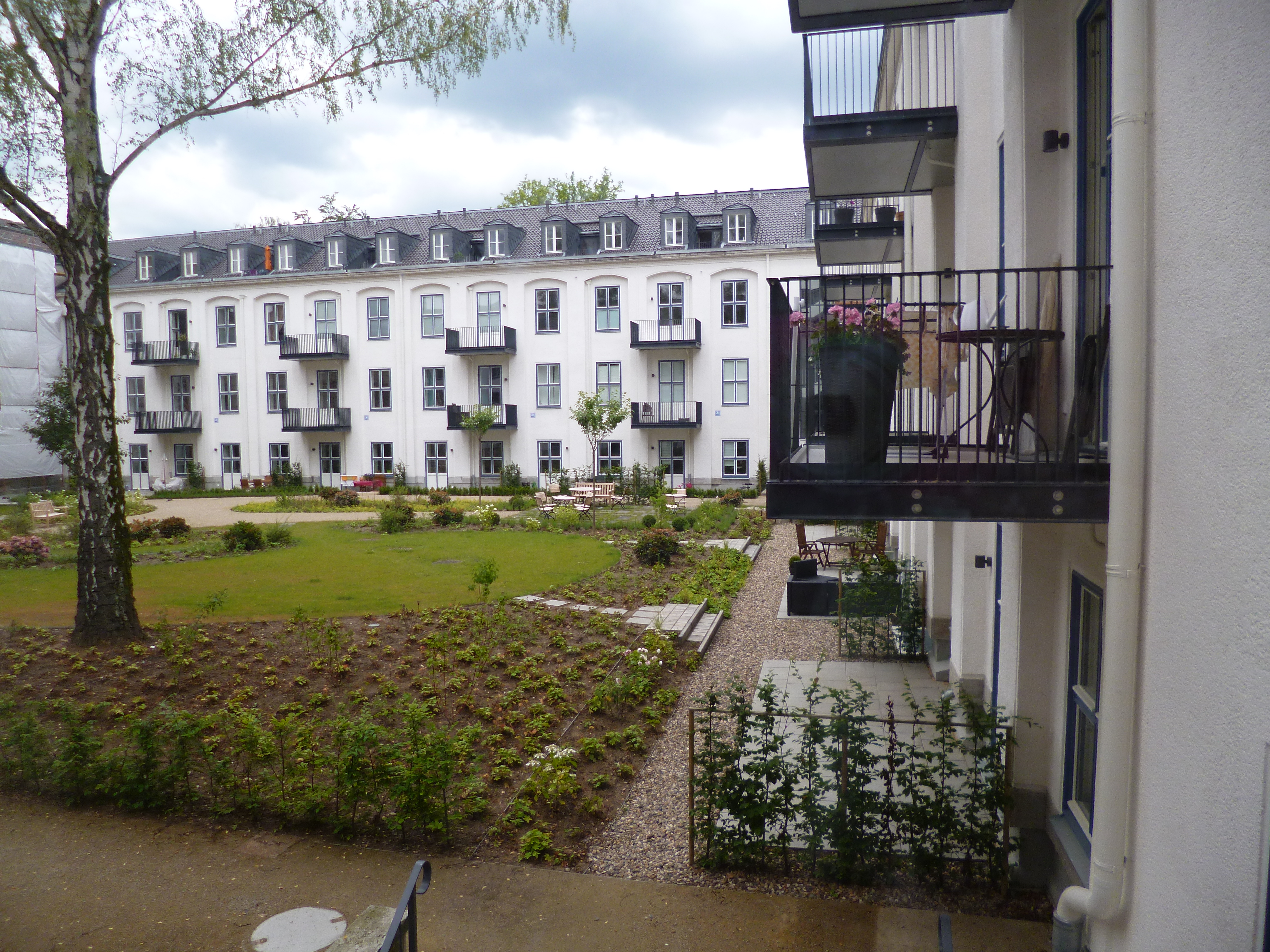
Innenhof im Ostteil des Hauptgebäudes (The Square) nach Sanierung, 2015
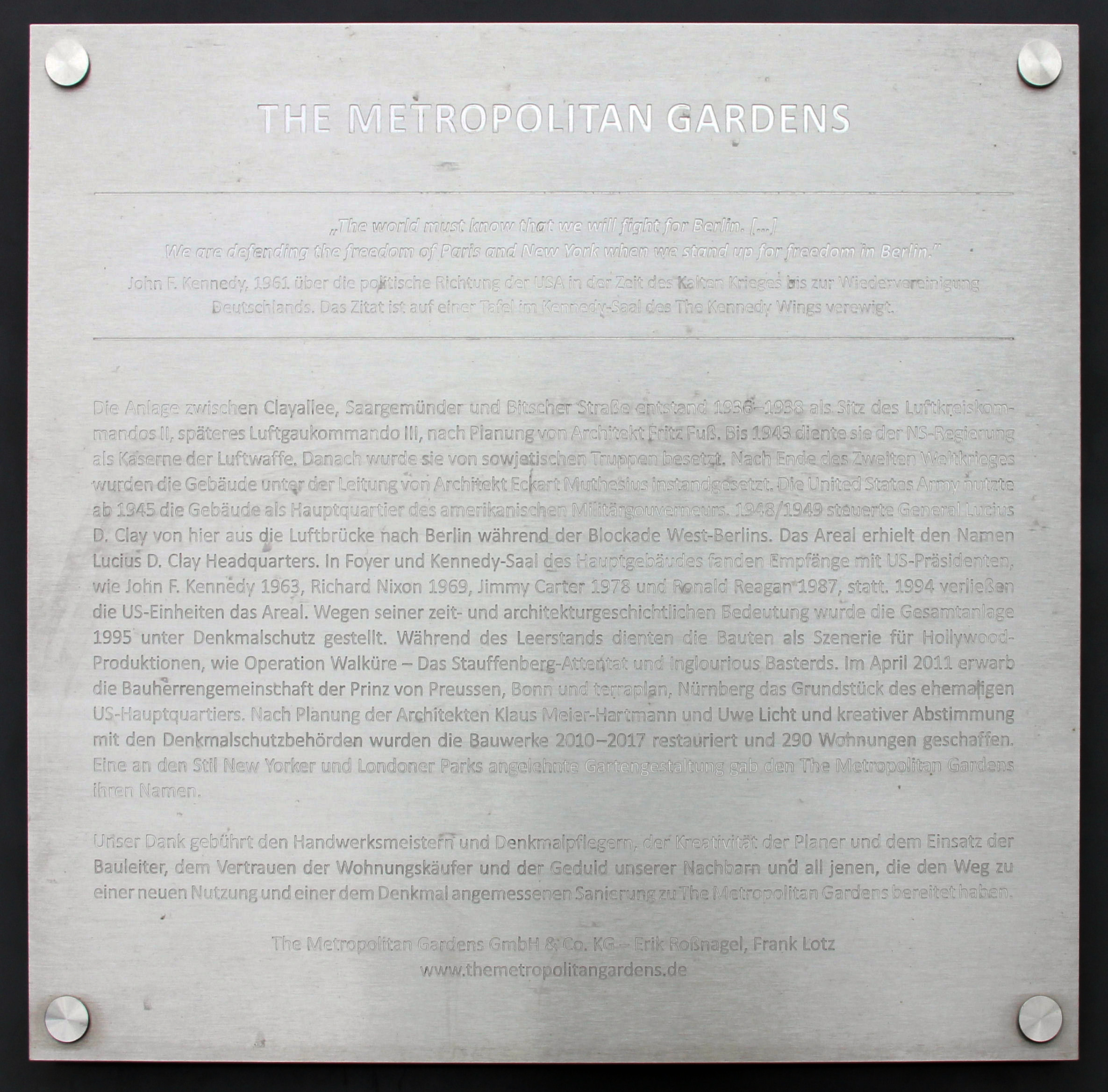
The Metropolitan Gardens